# Silent Strength (film)
Silent Strength er en amerikansk stumfilm fra 1919 af Paul Scardon.

## Medvirkende
- Harry T. Morey som Dan La Roche/Henry Grozier
- Betty Blythe som Ruth Madison
- Robert Gaillard som Corporal Neville
- Bernard Siegel som Tom Tripp
- Herbert Pattee som Burke